# جزایر گوتو

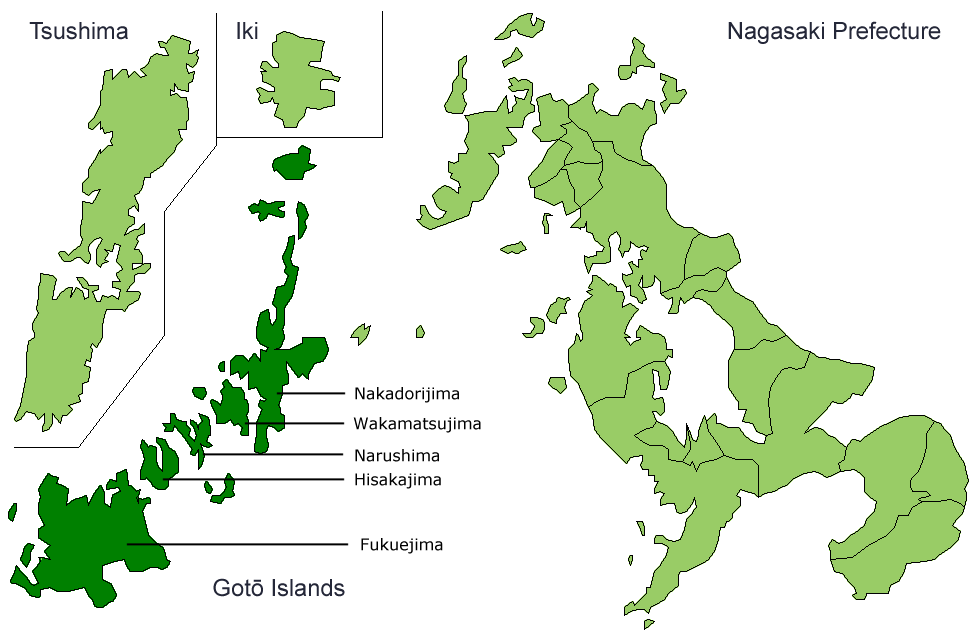

جزایر گوتو (به ژاپنی: 五島列島, Gotō-rettō) به معنی پنج جزیره جزایر ژاپنی در دریای چین شرقی، در سواحل غربی کیوشو هستند. آنها بخشی از استان ناگاساکی هستند.

## در رمان سکوت
در سکوت (رمان) این جزیره زادگاه «کیچیجیرو»، است و به التماس مؤمنی که از آنجا آمده، «پدر رودریگو» به همراه «کیچیجیرو» به جزیره گوتو می‌رود. علاوه بر این، هنگامی که آزار و شکنجه «روستای توموگی» آغاز می‌شود، «پدر رودریگو» به این جزیره می‌گریزد، در کوه‌ها سرگردان می‌شود و به دلیل خیانت «کیچیجیرو» توسط یک مقام رسمی دستگیر می‌شود.

## غار مسیحی

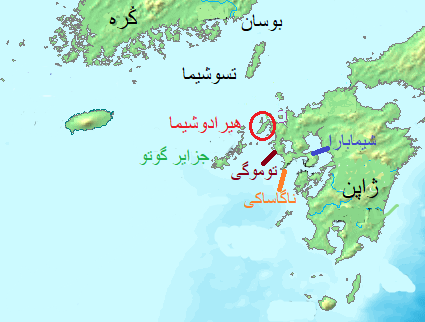
جزایر گوتو

در آغاز دوره میجی در حادثه حادثه‌ای (Goto Kuzure) مسیحیان پنهان که در جزایر گوتو پنهان شده بودند کشف و افشا شدند. مسیحیان در غاری در انتهای صخره‌ای شیب‌دار پنهان شدند که برای جلوگیری از آزار و شکنجه فقط با قایق می‌توان به آنجا رسید، اما دود آتش آنان توسط نگهبانان قایق ژاپنی شناسایی شد و آنها دستگیر و شکنجه شدند. این غار بعدها به نام «عصای کریشتیان» نام گرفت و در سال ۱۹۶۷ یک صلیب و مجسمه مسیح ۳ متری در ورودی نصب شد.